# Alvin et les Chipmunks (série télévisée d'animation, 1983)
Pour les articles homonymes, voir Alvin et les Chipmunks.
Pour la série d'animation de 2015, voir Alvin et les Chipmunks (série télévisée d'animation, 2015).
Alvin et les Chipmunks (Alvin and the Chipmunks) est une série télévisée d'animation américaine en 102 épisodes de 22 minutes, créée d'après les personnages de Ross Bagdasarian et diffusée entre le 17 septembre 1983 et le 1er décembre 1990 sur le réseau NBC.
La série est constituée de trois blocs : Alvin et les Chipmunks (saisons 1 à 5), Les Chipmunks (saisons 6 et 7) et Le cinéma des Chipmunks (saison 8)[réf. nécessaire].
En France, la série a été diffusée à partir du 10 septembre 1985 dans l'émission Cabou Cadin sur Canal+. Rediffusion dans l'émission Samdynamite en 1990 sur FR3, puis en 1992 dans l'émission Les Vacances de monsieur Lulo, en 1993 dans Bonjour les petits loups, en 1996 dans Bonjour Babar et enfin en juin 1999 sur France 3. Au Québec, elle a débuté le 9 février 1991 sur le réseau TQS, puis récupérée par Super Écran dès le 1er octobre 1991.

## Synopsis
Cette série met en scène les aventures de trois frères tamias, Alvin, Simon et Théodore adoptés par un humain, Dave, et trois sœurs tamias, les Chipettes, Brittany, Jeannette, et Éléonore. Véritables vedettes du rock 'n' roll, ils se mettent souvent dans des situations impossibles.

## Fiche technique
- Titre original : Alvin and the Chipmunks
- Titre français : Alvin et les Chipmunks
- Réalisation : Charles August Nichols (saisons 1 à 5) et Don Spencer (saisons 6 à 8)
- Scénario : Ross Bagdasarian Jr., Janice Karman, Cliff Ruby et Elana Lesser
- Musique : Dean Elliott (saisons 1 à 5), Tom Chase et Steve Rucker (saisons 6 à 8)
- Production : Ross Bagdasarian Jr., Janice Karman, Joe Ruby et Ken Spears (saisons 1 à 5)
- Sociétés de productions : Bagdasarian Productions, Ruby-Spears Productions (saisons 1 à 5) et DIC (saisons 6 à 8)
- Pays d'origine : États-Unis
- Nombre d'épisodes : 102 (168 par segment)
- Durée : 22 minutes (11 par segment)

## Distribution

### Voix originales
- Ross Bagdasarian Jr. : Alvin Seville / Simon Seville / David Dave Seville / Grand-père Seville (2e voix)
- Janice Karman : Théodore Seville / Brittany Miller / Jeannette Miller / Éléonore Miller
- Alan Young : Grand-père Seville (1re voix)
- Dody Goodman : Béatrice Miller
- Rainy Hayes : Chanteuse
- Sherwood Ball : Chanteur
- Nancy Cartwright, Tress MacNeille, Frank Welker, Vanessa Bagdasarian, Michael Bagdasarian : voix additionelles

### Voix françaises
- Olivier Korol : Alvin Seville / Simon Seville (depuis la saison 6)
- Denis Laustriat : Simon Seville (saisons 1 à 5)
- Nathalie Régnier : Théodore Seville
- William Coryn : David Dave Seville
- Christine Aurel : Brittany Miller
- Séverine Morisot : Jeannette Miller
- Katy Amaïzo : Éléonore Miller
- Gilles Laurent : Johnny
- Françoise Fleury : Béatrice Miller
- Serge Bourrier : Maxime
- Teddy Bilis : Oncle Willy
- Bertrand Boucheroy : voix additionnelles

 Source et légende : version française (VF) sur RS Doublage

## Doublage français
La version française de la série est réalisée par la SOFI, puis par le Studio START sous la direction artistique de Jacques Barclay pour les 3 dernières saisons.
Pour les voix des Chipmunks et des Chipettes, les voix des comédiens sont retravaillées sur un appareil appelé l'harmonizer.

### Chansons de la série
Les chansons de la série ont été traduites en français sous la direction de Jean Cussac au Studios Francœur. Les voix des chanteurs sont retravaillés selon la même technique que celui des comédiens.
Parmi les chanteurs, se trouve Michel Barouille, Catherine Bonnevay, Jean-Claude Briodin et Dominique Poulain.

## Diffusion
La diffusion de la série commence le 17 septembre 1983 sur la NBC, soit le même jour Mister T., également produit par Ruby-Spears.

### En France
La série Alvin et les Chipmunks débute en France le 10 septembre 1985 sur Canal+ dans l'émission Cabou Cadin. Cependant, la série passe inaperçue et les voix aiguës des Chipmunks et les Chipettes déroutent les téléspectateurs de la chaîne cryptée, alors naissante. Canal+ diffuse les 5 premières saisons de la série jusqu'en 1989.
FR3 diffuse la série dans l'émission Samdynamite à partir du 7 mars 1990 pour les saisons 6 à 8 seulement. La diffusion d'Alvin et les Chipmunks sur FR3 devenu France 3 se poursuit dans les émissions C'est Lulo !, Bonjour les petits loups, Big Bang et Les Minikeums. Le 23 juin 1993, la série est interrompue dans Les Minikeums sur France 3 et la diffusion reprend le 26 avril 1995 jusqu'au 25 juin 1999, date à laquelle, la diffusion de la série s'arrête définitivement à la télévision française.
Alvin et les Chipmunks est rediffusé sur Canal J en 1993.

## Production
Les 5 premières saisons d'Alvin et les Chipmunks sont produites entre 1983 et 1987 par Ruby-Spears Productions, mais la production est déplacée au studio DIC pour les 3 saisons suivantes de 1988 à 1990.

## Autour de la série
- C'est la deuxième série des Chipmunks, après une première salve en 1961.
- La dernière saison est une saison consacrée au cinéma intitulée Le Cinéma des Chipmunks.
- La série des années 1980 s'étend sur huit saisons ; si Canal+ a diffusé l'intégrale de la série, France 3 n'a diffusé que les trois dernières saisons.

## Produits dérivés

### Sorties vidéo
- En 1992, un certain nombre de VHS comprenant des épisodes des saisons 6 et 7 a été commercialisé par Happy Video.
- En 2010, une compilation de trois épisodes tirés des saisons 6 et 7 est sortie en DVD sous le titre Les Aventures d'Alvinn (le sous-titre Le Noël d'Alvin est trompeur puisqu'aucun des épisodes proposés ne traite de Noel) édité par Monarch.

### Film d'animation
- Dans la foulée de la série, le premier film à être basé sur les personnages, Les Aventures des Chipmunks sort dans les salles en mai 1987.

### Téléfilms
À la suite du succès de la série, deux téléfilms ont été produits et sont sortis en VHS et DVD chez Universal Studios :
- Alvin et les Chipmunks contre Frankenstein en septembre 1999
- Alvin et les Chipmunks contre le loup-garou en août 2000

### Filmslive
- En décembre 2007, le premier volet intitulé Alvin et les Chipmunks sort dans les salles.
- En décembre 2009, le deuxième volet intitulé Alvin et les Chipmunks 2 sort dans les salles.
- En décembre 2011, le troisième volet intitulé Alvin et les Chipmunks 3 sort dans les salles.
- En décembre 2015, le quatrième volet intitulé Alvin et les Chipmunks : À fond la caisse sort dans les salles.

### Série d'animation
- En 2015, la série d'animation revient sous le titre Alvinnn !!! et les Chipmunks.